# Viguiera goebelii
Viguiera goebelii là một loài thực vật có hoa trong họ Cúc. Loài này được (Klatt) H.Rob. miêu tả khoa học đầu tiên năm 1977.